# Lord canciller
El lord canciller (en inglés, Lord High Chancellor of Great Britain o simplemente Lord Chancellor) es un alto funcionario del Gobierno del Reino Unido. Ocupa el segundo puesto entre los grandes oficiales de Estado y es designado por el soberano siguiendo el consejo del primer ministro. Antes del Acta de Unión había un lord canciller de Inglaterra y otro distinto para Escocia.
Entre las responsabilidades del lord canciller se encuentra custodiar el Gran Sello Real. El lord canciller es miembro del Gabinete y por ley es responsable de asegurar el funcionamiento eficiente y la independencia de los tribunales. Antiguamente presidía la Cámara de los Lores y era la máxima autoridad del sistema jurídico de Inglaterra y Gales, pero el Acta de Reforma Constitucional de 2005 le transfirió dichos poderes al lord portavoz y al lord jefe de Justicia respectivamente.
En reemplazo del lord canciller es posible designar un lord guardián del Gran Sello Real. Los dos cargos poseen exactamente las mismas obligaciones; la diferencia es la forma en que son nombrados. Es de notar que el cargo de lord canciller puede ser ejercido por un comité de individuos llamados «lores comisionados del Gran Sello». Sin embargo, desde el siglo XIX solo se han designado lores cancilleres, y los otros cargos han caído en desuso.
El cargo es desempeñado, desde el 5 de julio de 2024, por Shabana Mahmood. Forma parte del Gabinete del primer ministro Keir Starmer.